# USS H-5 (SS-148)
USS H-5 (SS-148) bila je peta američka podmornica klase H.

## Povijest
Jedna od 18 podmornica klase H koje je naručila mornarica Carske Rusije. Zbog izbijanja tamošnje revolucije 1917. godine, nedovršena je ostala u Sjedinjenim Državama. 20. svibnja 1918. kupila ju je američka mornarica i 30. rujna iste godine uvela u operativnu uporabu.

### Operativna uporaba
S matičnom lukom u San Pedru, prvo je djelovala u sklopu Podmorničarske Divizije 6 a zatim i 7. Zajedno s drugim sestrinskim podmornicama duž zapadne obale SAD-a provodila je borbene vježbe i obuku, s povremenim prekidima zbog remonta i ophodnih zadataka.
25. srpnja 1922. isplovila je iz San Francisca prema Norfolku u kojem je povučena iz uporabe. S flotnog popisa izbrisana je 26. veljače 1931. i 28. studenog 1933. prodana je kao staro željezo.